# Servicios Generales de Apoyo a la Investigación Experimental
El SEGAINVEX es un centro español de apoyo a la investigación, desarrollo e innovación, ubicado en el campus de la Universidad Autónoma de Madrid (UAM). Fue creado en 1983.

## Historia
En 1983,el entonces Rector de la Universidad Autónoma de Madrid, Cayetano López, inaugura los Servicios Generales de Apoyo a la Investigación Experimental. Una oficina técnica, una sección de electrónica , un servicio de vidrio y cuarzo científico, un taller mecánico con secciones de soldadura y cerrajería, y una planta de criogenia, son los servicios con que cuenta este centro.

## Actividad
Los objetivos básicos son proveer de apoyo técnico a las distintas líneas de investigación universitarias en curso,  diseñar y construir prototipos, y mantener la instrumentación necesaria para la investigación. Así como la producción y suministro de Helio líquido.

## Cursos
- Curso de instrumentación electrónica para técnicos de laboratorios de investigación Archivado el 28 de julio de 2017 en Wayback Machine.

## Artículos
- Calentamiento por inducción

## Menciones
- ALZHEIMER'S DISEASE ANIMAL MODEL, METHOD FOR OBTAINING SAME AND USES THEREOF
- DE AGUAS MEDIANTE HIDRODECLORACIÓN CATALÍTICA.ELIMINACIÓN DE 4-CLOROFENOL
- Mate Attraction in a Burrowing Wolf-Spider (Araneae,Lycosidae) is not Olfactory Mediated
- Espectroscopía túnel local en superconductores magnéticos: Los borocarburos de níquel TmNi2B2C y ErNi2B2C
- Efectos multibanda en superconductores anisítropos estudiados con espectroscopia túnel (enlace roto disponible en Internet Archive; véase el historial, la primera versión y la última).
- ESTUDIOS EN DISOLUCIÓN Y PROPIEDADES ELECTRÓNICAS DE DERIVADOS DE LA 1,8-NAFTALIMIDA.
- On the necessary experimental conditions to grow titanium films on hot tungsten filaments using titanium tetraiodide
- Charge release at the FRL-FRH transition of rhombohedral PZT as function of composition
- Thermal frequency noise in low oscillation amplitude Dynamic Scanning Force Microscopy
- Depolarization evokes different patterns of calcium signals and exocytosis in bovine and mouse chromaffin cells: the role of mitochondria
- Real-time control of stepper motors for mechano-sensory stimulation
- Drive-amplitude-modulation atomic force microscopy: From vacuum to liquids